# Nitokra dubia
Nitokra dubia är en kräftdjursart som beskrevs av Georg Ossian Sars 1927. Nitokra dubia ingår i släktet Nitokra och familjen Ameiridae. Inga underarter finns listade i Catalogue of Life.